# オール・ビコーズ・オブ・ユー
「オール・ビコーズ・オブ・ユー」（All Because of You）は、U2が2004年に発表したアルバム『原子爆弾解体新書〜ハウ・トゥ・ディスマントル・アン・アトミック・ボム』に収録されている曲で、シングルリリースされた。

## 概要
「Vertigo」と一緒にモロッコで収録された曲。デビュー当時に立ち返ったようなストレートなロックナンバーで、１、２テイクで収録されたのだという。エッジは「素晴らしくて粗野な21世紀のロックンロールを作ろうとしたんだ。たぶん僕たちが作った唯一のロックソングだ」と述べている。
歌詞の内容は、かつては夢だったニューヨークのような大都市でのライブも、いつのまにかルーティンワークになってしまったというもの。Vertigoツアーでは、ボノは曲を始める前に「The Whoへのラブソングだ」と紹介していた。

## PV
- 監督：フィル・ジョアノー
- プロデューサー：ジェン・ジョーンズ
- ロケ地：ニューヨーク
- 撮影日：2004年11月22日
- リリース日：2005年1月4日

ニューヨークのマンハッタンで行ったサプライズライブの模様を収めたもので、条例違反だが、9.11でU2に恩のあるニューヨーカーたちは大目に見てくれた。

## リミックス
- Killahurtz Fly mix (2005)

by Killahurtz (「City of Blinding Lights」 収録)

## She’s Mystery to Me
B面に収録。
「Live from Under the Brooklyn Bridge」に収録されているヴァージョン。
→「She’s Mystery to Me」